# Ophionotus taylori
Ophionotus taylori is een slangster uit de familie Ophiuridae.
De wetenschappelijke naam van de soort werd voor het eerst geldig gepubliceerd in 1967 door Donald George McKnight.